# Emmanuel Tremellius
João Emanuel Tremélio (1510-1580) (em italiano: Giovanni Emmanuele Tremellio) (Ferrara, em 1510 -Sedan, no dia 9 de outubro de 1580 foi um hebraísta e tradutor da Bíblia italiano.

## Vida
Nasceu em Ferrara, e foi educado na Universidade de Pádua.  Por volta de 1540 converteu-se à fé católica por influência do cardeal Reginald Pole, mas abraçou o Protestantismo no ano seguinte, e foi para Estrasburgo para ensinar hebraico.
Devido à Guerra de Esmalcalda na Alemanha ele foi compelido a buscar asilo na Inglaterra, onde passou a residir no Palácio de Lambeth com o Arcebispo Cranmer em 1547.  Nessa época ele deu aulas de hebraico na Universidade de Cambridge.  Em 1549 ele sucedeu Paulus Fagius (1504-1549) como Regius professor de Hebraico em Cambridge.
Por ocasião da morte de Eduardo VI da Inglaterra ele voltou para a Alemanha em 1553.  Na cidade de Zweibrücken foi preso como Calvinista.  Tornou-se professor de estudos bíblicos da Universidade de Heidelberg em 1561, e permaneceu lá até ser liberado de seu posto em 1577.  Por fim, encontrou refúgio no Colégio de Sedan, onde passou seus últimos anos.
Tremellius traduziu o Antigo Testamento diretamente do hebraico, renovando assim a versão tradicional da Vulgata.
Sua conversão para o Protestantismo se deu por influência de Pietro Martire Vermigli que lhe fez conhecer o pensamento de João Calvino.

## Obras
A sua principal obra literária foi a tradução latina da Bíblia a partir do hebraico e do siríaco.  A tradução do Novo Testamento apareceu em Genebra, no ano de 1569.  As cinco partes relativas ao Velho Testamento foram publicadas em Frankfurt entre 1575 e 1579, em Londres em 1580 e em inúmeras outras edições posteriores.  A obra foi associada à tradução de Franciscus Junius, O Velho, que era seu genro.  Esta tradução era muito apreciada por John Milton.  Ela foi usada por John Donne para a sua versão do Livro das Lamentações.
Tremellius também traduziu O Catecismo de Genebra de João Calvino para o hebraico (Paris, 1551), e também é autor de uma gramática caldaica e siríaca (Paris, 1569).